# Severine Bouchez
Severine Bouchez (1994) es una deportista canadiense que compite en triatlón (desde el año 2018 bajo la bandera de Bélgica).
Ganó una medalla de oro en el Campeonato Panamericano de Triatlón de 2017 en la prueba de relevo mixto.

## Palmarés internacional
| Representando a Canadá  |                           |                |              |
| Campeonato Panamericano |                           |                |              |
| Año                     | Lugar                     | Medalla        | Prueba       |
| 2017                    | Sarasota (Estados Unidos) | Medalla de oro | Relevo mixto |